# Араужо, Пауло Сезар де
Пауло Сезар де Араужо (порт.-браз. Paulo Cesar de Araujo; 27 октября 1934, Сантус — 4 апреля 1991, Сантус), более известный под именем Пагао (порт.-браз. Pagão) — бразильский футболист, нападающий. Именем Пагао назван стадион в Сантусе — Муниципальный стадион Пауло Сезар де Араужо

## Карьера
Пагао начал карьеру в любительском клубе своего родного города, выступавшем в Спортивной Ассоциации Американа. Затем он играл за любительский местный клуб «Ланус». Затем он перешёл в молодёжный состав местного клуба «Жабакуара». Вскоре он начал тренироваться с основой команды и в 1952 году дебютировал в основе в матче с «Насьоналом», в котором его команда проиграла 2:6. После этого разгрома Пагао хотел завершить карьеру футболиста, но его остановило то, что в клубе игрок получал 800 крузейро, а других видов заработка у него не было. Второй командой в карьере нападающего стала «Португеза Сантиста», где он провёл два сезона, забив 10 голов. Из них пять в одном матче, 19 декабря 1954 года, второго дивизиона чемпионата штата с клубом «Вело».
В 1955 году Пагао перешёл в клуб «Сантос». 20 ноября 1955 года он дебютировал в матче с «Гуарани» (5:0), где сразу же забил гол. В первый же год в команде он помог клубу выиграть чемпионат штата Сан-Паулу, первый подобный титул за 20 лет. Но в этот год форвард был дублёром Эмануэле Дел Веккио. Годом позже клуб повторил этот успех, а Пагао стал лучшим бомбардиром команды, забив 34 мяча во всех турнирах, при этом Дел Веккио был переведён на левый фланг. В том же сезоне за клуб начал играть Пеле, он вместе с Пепе и Пагао составили линию нападения команды, названную «Линия трёх П» (порт.-браз. a linha dos três P’s). В 1957 году форвард также отличился высокой результативностью, забив 33 гола в 59 матчах. Всего за клуб он сыграл 345 игр и забил 159 голов, по другим данным 340 матчей и 157 голов. Пагао выиграл с «Сантосом» шесть чемпионатов штата, один турнир Рио-Сан-Паулу, два розыгрыша Чаши Бразилии, Кубок Либертадорес и Межконтинентальный кубок. В розыгрыше последнего, правда, форвард на поле не выходил.
В 1963 году Пагао стал игроком «Сан-Паулу». 15 августа того же года он сыграл первый свой матч против бывшего клуба, «Сантоса». Встреча завершилась со счётом 4:1 в пользу «Сан-Паулу»; Пагао забил один из мячей. Игра изобиловала стычками и травмами игроков, а также двумя удалениями, из-за чего главный арбитр встречи Армандо Маркес был вынужден завершить её до окончания игрового времени; в «Сантосе» уже не могло находиться на поле минимально допустимого количества футболистов. Он выступал за клуб ещё два сезона, будучи дублёром Прадо. Всего за «Сан-Паулу» Пагао сыграл 59 матчей (29 побед, 16 ничьих, 14 поражений) и забил 14 голов. Он играл в США и «Португезе» с 1967 по 1968 год. В 1965 и 1969 году играл за «Итапему», а в 1970 за «Лондрину». Годом позже выступал за клуб «Игарата». В 1972 году за клуб Тиан Майя.
4 апреля 1991 года Пагао умер из-за печёночной недостаточности.

## Международная статистика
| Матчи Пагао за сборную Бразилии | Матчи Пагао за сборную Бразилии | Матчи Пагао за сборную Бразилии | Матчи Пагао за сборную Бразилии | Матчи Пагао за сборную Бразилии | Матчи Пагао за сборную Бразилии | Матчи Пагао за сборную Бразилии |
| ------------------------------- | ------------------------------- | ------------------------------- | ------------------------------- | ------------------------------- | ------------------------------- | ------------------------------- |
| №                               | Дата                            | Место проведения                | Оппонент                        | Счёт                            | Голы                            | Турнир                          |
| 1                               | 11 июня 1956                    | Рио-де-Жанейро                  | Португалия                      | 2:1                             | —                               | Товарищеский матч               |
| 2                               | 16 июня 1956                    | Сан-Паулу                       | Португалия                      | 3:0                             | —                               | Товарищеский матч               |

## Достижения
- Чемпион штата Сан-Паулу: 1955, 1956, 1958, 1960, 1961, 1962
- Победитель турнира Рио-Сан-Паулу: 1959
- Обладатель Чаши Бразилии: 1961, 1962
- Обладатель Кубка Либертадорес: 1962
- Обладатель Межконтинентального кубка: 1962

## В творчестве
Пагао упоминается в поэме «O futebol» композитора Шику Буарки.